# Inter gravissimas
Inter gravissimas é uma bula pontifícia assinada pelo Papa Gregório XIII a 24 de Fevereiro de 1582 para introduzir uma série de emendas, correcções ou reformas no Calendário juliano e nas tabelas do cômputo eclesiástico ou do cálculo da Páscoa até então utilizadas. A expressão é retirada das duas primeiras palavras do texto original latino, como é habitual na referência a tais documentos.
Nela se estabeleceram uma série de normas em que assentava um novo calendário chamado depois Calendário gregoriano, pelo nome do papa que o proclamou, ou também calendário Calendário Liliano, pelo nome do matemático italiano Luís Lílio que elaborou a proposta usada para preparar a reforma do calendário.

## História
A bula Inter gravissimas é o culminar do trabalho de muitos matemáticos e astrónomos ao longo dos séculos XV e XVI, sobretudo, sobre o calendário civil e o cálculo eclesiástico da Páscoa.

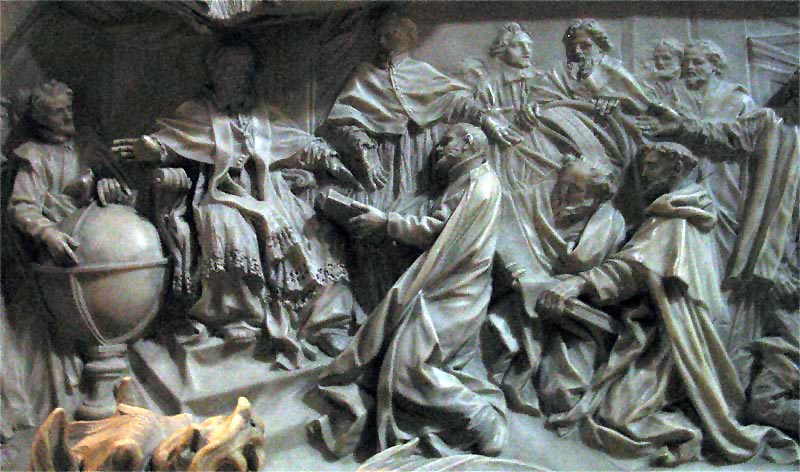
Baixo relevo do mausoléu de Papa Gregório XIII, na Basílica de São Pedro em Roma, mostrando António Lílio, de joelhos, a entregar o texto de seu irmão para a reforma do Calendário.

As questões levantadas referiam-se a 2 aspectos do Calendário juliano então em uso pela igreja como base do calendário litúrgico - (1º) a data do Equinócio da Primavera a 21 de março e (2º) a data da Lua Cheia que servia de base ao cômputo eclesiástico do domingo de Páscoa, e de todas as festas móveis dela dependentes, desde o Domingo de Septuagésima até à Quinta-feira do Corpus Christi ou festa do Corpo de Deus. As observações astronómicas realizadas já a partir do século XIII mostravam que os dois aspectos já não ocorriam nas datas supostas nos calendários litúrgicos: não só o Equinócio da primavera ocorria vários dias mais cedo (10 dias em 1580], no mês de março, como o dia da Lua Cheia que coincidia ou se seguia imediatamente a esse Equinócio também se encontrava afastado de 4 ou mais dias.
Vários Papas e Concílios tinham já abordado as questões levantadas, o último dos quais o Concílio de Trento (1545 a 1563).
Quando o Papa Gregório XIII foi eleito em 1572 já os seus antecessores tinham realizado algumas das reformas preconizadas pelo Concílio. A reforma do Missal e do Martirológio implicavam também uma reforma do Calendário. O Papa escolhe uma Congregação ou Comissão para estudar as questões do Calendário e que começa por acolher os documentos já preparados durante o Concílio e novas propostas de Universidades, Príncipes ou matemáticos. A proposta que recolhe mais aceitação por apresentar soluções para todas as questões é a que é entregue em 1577 por António Lílio em nome de seu irmão Luís Lilio (1510-1574) que já falecera. Um dos membros da Congregação elabora então um resumo conhecido como Compendium que é enviado às Universidades, príncipes e Matemáticos para se pronunciarem sobre ela. Com as respostas recebidas até ao ano de 1579, a Congregação, muitas vezes com a presença do próprio Papa, elabora um documento, também em latim como todos os anteriores, que finalmente é assinado em 1582.
O Compendium também foi recebido em Portugal e, já em 1579 enviados alguns pareceres recebidos pelo Cardeal-rei D. Henrique.
Em Portugal, a aplicação da Bula da Reforma gregoriana e o calendário gregoriano entrou em vigor na data determinada pela Santa Sé, também a nível civil, em virtude de uma lei de Filipe I de Portugal, assinada em Lisboa, a 20 de setembro do mesmo ano, e escrita em português de acordo com as garantias aprovadas nas Cortes de Tomar de 1581, quando foi proclamado rei de Portugal.

## Resumo
O Papa Gregório XIII começa por identificar-se como Bispo de Roma e apresenta as circunstâncias que rodearam a publicação do documento, em primeiro lugar o cumprimento das decisões do Concílio de Trento sobre o Breviário que contém duas partes: (1) Orações e hinos para cada dia do ano, e (2) o calendário com o Ciclo anual da Páscoa e das outras festas móveis dela dependentes, que estão dependentes de certos 'movimentos do Sol e da Lua'. A primeira parte da reforma do Breviário já fora realizada pelo seu antecessor Pio V e vai agora tratar das questões do Calendário que sempre apresentaram grandes dificuldades se se pretender uma emenda duradoura e de acordo com a tradição da Igreja. O documento refere depois como tomou conhecimento de um projecto redigido por Luís Lílio que mostrava como se podiam corrigir os erros 'de uma forma coerente e duradoura', e de que foi feito um resumo enviado aos Príncipes e Universidades.
A bula Inter gravissimas foi assinada pelo Papa Gregório XIII quando se encontrava na sua residência 'Mondragone' na cidade de 'Nova Tusculo' (actualmente a cidade Frascati), nos arredores de Roma. Nela se indica que foi 'no ano da Encarnação do Senhor de 1581, no 6º dia das Calendas de Março, no 10º ano' do seu pontificado. Esta data corresponde em Portugal a 24 de fevereiro, e o ano em Portugal, e noutros territórios europeus, era o ano de 1582, do Nascimento de Cristo. Várias formas de datação eram comuns então na Europa, e as diferenças resultavam precisamente do dia escolhido como o 'primeiro do ano'. Se se considerava o ano da Encarnação do Senhor então o 1º dia era 25 de março, um estilo chamado 'florentino' e usado também em Roma, se se datava o ano pelo Nascimento de Cristo então o 1º dia era 25 de Dezembro, como acontecia ainda em Portugal nessa época. Ao longo do século XVI e XVII os países europeus vão uniformizar o início do ano civil no calendário usado internacionalmente para a do dia 1 de janeiro como ficara estabelecido no Calendário juliano desde a reforma do Calendário realizada por Júlio César, na qualidade de Sumo Pontífice, a quem competiam as decisões relativas ao calendário.

## Texto
O texto original da bula Inter gravissimas, em latim, ou em traduções para francês e inglês, encontra-se disponível em várias páginas.